# 신증
신증(身證, 산스크리트어: kāya-sākṣin)은 불교의 성자들 중의 한 부류를 일컫는 말로서 신해(信解)나 견지(見至)로서 8해탈(八解脫)을 모두 빠짐없이 성취하였지만 아직 모든 번뇌를 멸진하지는 못한 이를 말한다. 8해탈은 순차적으로 성취되고 모든 번뇌를 멸진한 계위는 아라한과(혜해탈 또는 구해탈)이므로, 달리 말하면, 신증은 제8해탈 즉 멸진정을 성취하였지만 아직 아라한과는 증득하지 못한 수도위의 성자를 말한다.
여기서, 8해탈(八解脫)은 다음과 같다. 8해탈은 유루의 해탈로서, 유루의 선정인 4선 · 4무색정 · 멸진정의 9차제정(九次第定)과 사실상 동의어라고 할 수 있다.
1. 내유색상관외색해탈(內有色想觀外色解脫)
2. 내무색상관외색해탈(內無色想觀外色解脫)
3. 정해탈신작증구족주(淨解脫身作證具足住)
4. 공무변처해탈(空無邊處解脫)
5. 식무변처해탈(識無邊處解脫)
6. 무소유처해탈(無所有處解脫)
7. 비상비비상처해탈(非想非非想處解脫)
8. 멸수상정해탈(滅受想定解脫)

즉, 신증은  4향4과 중 예류과 · 일래향 · 일래과 · 불환향 · 불환과 · 아라한향의 성자들로서 멸진정을 성취한 이들을 말하는데, 특히 또는 사실상, 불환과의 성자로서 멸진정을 성취한 성자를 말한다.
달리 말해, 신해나 견지의 성자가 멸진정을 성취하면, 이때부터 그 성자를 더 이상 신해나 견지라고 이름하지 않고 신증이라고 이름한다.
신증(身證)은 다음의 분류 또는 체계에 속한다.
- ① 수신행 ② 수법행 ③ 신해 ④ 견지 ⑤ 신증 ⑥ 혜해탈 ⑦ 구해탈의 7성(七聖) 중의 하나이다.
- ① 수신행 ② 수법행 ③ 신해 ④ 견지 ⑤ 신증 ⑥ 가가 ⑦ 일간 ⑧ 예류향 ⑨ 예류과 ⑩ 일래향 ⑪ 일래과⑫ 불환향 ⑬ 불환과 ⑭ 중반 ⑮ 생반 ⑯ 유행반 ⑰ 무행반 ⑱ 상류반의 18유학(十八有學) 중의 하나이다.
- 18유학(十八有學)과 9무학(九無學)을 통칭하는 27현성(二十七賢聖) 중의 하나이다.

## 8해탈

### (1) 내유색상관외색해탈
내유색상관외색해탈(內有色想觀外色解脫)은 4선 중 초선(初禪)과 제2선(第二禪)에 의지하여 부정관(不淨觀)을 수행하여 현색탐(顯色貪)을 대치하는 것으로, 바깥 대상의 색깔에 대하여 퍼렇게 어혈든[靑瘀] 색깔 등을 관하는 부정관을 닦아 마음 속에 있는 빛깔에 대한 탐욕을 버리는 것을 뜻한다. 탐욕을 떠난 것이므로 해탈이라 이름한다.

### (2) 내무색상관외색해탈
내무색상관외색해탈(內無色想觀外色解脫)은 4선 중 초선(初禪)과 제2선(第二禪)에 의지하여 부정관(不淨觀)을 수행하여 현색탐(顯色貪)을 대치하는 것으로, 마음 속에 있는 색깔에 대한 탐욕은 이미 없어졌지만 이 상태를 더욱 견고히 유지하기 위해 바깥 대상의 색깔에 대하여 퍼렇게 어혈든[靑瘀] 색깔 등을 관하는 부정관을 계속 닦는 것을 말한다. 탐욕를 다시 일으키지 않게 하는 것이므로 해탈이라 이름한다.

### (3) 정해탈신작증구족주
정해탈신작증구족주(淨解脫身作證具足住)는 4선 중 제4선(第四禪)에 의지하여 정관(淨觀)을 수행하여 탐욕을 일으키지 않는 상태를 체득하는 것으로, 부정관(不淨觀)을 버리고 바깥 대상의 색깔에 대하여 청정한 방면 즉 아름다운 색깔을 주시하여도 탐욕이 일어나지 않고 그 상태를 '몸으로 완전히 체득하여 안주하는 것'[身作證具足住]을 말한다. 탐욕를 일으키지 않게 하는 것이므로 해탈이라 이름한다.

### (4) 공무변처해탈
공무변처해탈(空無邊處解脫)은 4무색정 중 공무변처정에 의지하여 물질[色] 즉 색깔과 모양에 대한 생각을 완전히 버리는 것을 말한다. 물질[色]의 속박, 즉, 물질에 대한 마음의 한계를 벗어나는 것이므로 해탈이라 이름한다.

### (5) 식무변처해탈
식무변처해탈(識無邊處解脫)은 4무색정 중 식무변처정에 의지하여 허공(공간)에 대한 생각을 완전히 버리는 것을 말한다. 허공의 속박, 즉, 허공에 대한 마음의 한계를 벗어나는 것이므로 해탈이라 이름한다.

### (6) 무소유처해탈
무소유처해탈(無所有處解脫)은 4무색정 중 무소유처정에 의지하여 마음[識]에 대한 생각을 완전히 버리는 것을 말한다. 마음[識]의 속박, 즉, 마음에 대한 마음의 한계를 벗어나는 것이므로 해탈이라 이름한다.

### (7) 비상비비상처해탈
비상비비상처해탈(非想非非想處解脫)은 4무색정 중 비상비비상처정에 의지하여, '마음[識]에 대한 생각을 완전히 버린 상태' 즉 무소유심(無所有心)을 다시 완전히 버리는 것을 말한다. 있음과 없음에 대한 마음의 한계를 벗어나는 것이므로 해탈이라 이름한다.

### (8) 멸수상정해탈
멸수상정해탈(滅受想定解脫): 멸진정(滅盡定)에 의지하여 '일체의 마음[心]과 마음작용[心所]'이 소멸된 적정(寂靜)의 상태에 들어가는 것을 말한다. 마음과 수(受) · 상(想) 등의 마음작용의 한계 또는 시끄러움을 벗어난 고요한 상태이므로 해탈이라 이름한다. '일체의 마음과 마음작용'이란 부파불교의 교학에 따르면 6식과 6식과 상응하는 모든 마음작용을 뜻한다. 대승불교의 교학에 따르면 6식 모두와 제7 말나식의 염오한 부분 및 이 마음들과 상응하는 모든 마음작용을 뜻한다.

## 경론별 설명

### 중아함경
T01n0026_p0751b26║「云何比丘我

T01n0026_p0751b27║為說行無放逸？若有比丘非俱解脫亦非

T01n0026_p0751b28║慧解脫，而有身證。云何比丘而有身證？若

T01n0026_p0751b29║有比丘八解脫身觸成就遊，不以慧見諸

T01n0026_p0751c01║漏已盡已知，如是比丘而有身證。此比丘我

T01n0026_p0751c02║為說行無放逸，我見此比丘行無放逸，為

T01n0026_p0751c03║有何果，令我為此比丘說行無放逸耶？

T01n0026_p0751c04║或此比丘求於諸根，習善知識，行隨順住

T01n0026_p0751c05║止，諸漏已盡得無漏，心解脫、慧解脫，於

T01n0026_p0751c06║現法中自知自覺自作證成就遊，生已盡，梵

T01n0026_p0751c07║行已立，所作已辦，不更受有，知如真。謂我

T01n0026_p0751c08║見此比丘行無放逸，有如是果。是故我為

T01n0026_p0751c09║此比丘說行無放逸
나는 어떤 비구에게 ‘방일하지 말라’고 말하는가? 혹 어떤 비구는 구해탈(俱解脫)도 아니요, 또한 혜해탈도 아니지만 신증(身證)이 있다. 어떤 비구에게 신증이 있는가? 혹 어떤 비구는 8해탈을 몸으로 체험해 성취하여 노닐지만 지혜로써 관찰하여 모든 번뇌가 이미 다하고 또 이미 그것을 알지는 못한다. 이런 비구는 몸의 증득[身證]만 있나니 이런 비구에게 나는 ‘방일하지 말라’고 말한다. 나는 이 비구가 방일하지 않으면 어떤 결과가 있는 것을 보기에 이 비구에게 ‘방일하지 말라’고 말하는 것인가? 만일 이 비구가 모든 근(根)을 항복받고 선지식을 친근히 하며 이치를 따라 머무른다면 모든 번뇌가 이미 다해 번뇌가 없게 되어 마음이 해탈하고 지혜로 해탈하며 현세에서 스스로 알고 스스로 깨닫고 스스로 증득하여 성취하여 노닐게 된다. 즉 생은 이미 다하고 범행은 이미 서고 할 일은 이미 마쳐 다시는 후세의 생명을 받지 않는다는 것을 사실 그대로 알게 된다. 나는 이 비구가 방일하지 않으면 이러한 결과가 있음을 본다. 그러므로 나는 이런 비구에게 ‘방일하지 말라’고 말하느니라.

 — 《중아함경》 제51권 제195경 〈아습패경〉(阿濕貝經).  한문본 & 한글본

### 아비달마대비바사론
《아비달마대비바사론》제54권에서는 신증을 다음과 같이 정의하고 있다.
어떤 이를 신증(身證)의 보특가라라 하는가? 신승해나 견지로서 몸으로써 8해탈(解脫)을 빠짐없이 증득하면서도 아직 지혜로써 모든 번뇌를 다하지 못한 이면 그는 신승해나 견지를 버리고 신증을 얻는 자라 한다.
【문】그는 그럴 때에 무엇을 버리고 무엇을 얻는가?
【답】 외국(外國)의 여러 논사들은 “이름을 버리고 이름을 얻으며 도를 버리고 도를 얻는다. 이름을 버린다 함은 신승해나 견지의 이름을 버리는 것이요, 이름을 얻는다 함은 신증의 이름을 얻는 것이며, 도를 버린다 함은 신승해나 견지의 도를 버리는 것이요, 도를 얻는다 함은 신증의 도를 얻는 것이다”라고 말한다.
가습미라국(迦濕彌羅國)의 여러 논사들은 “여기에서는 이름을 버리고 이름을 얻는 것이지 도를 버리고 도를 얻는 것은 아니다. 신승해 등은 멸정(滅定)을 얻을 때에는 무루의 도[無漏道]를 버리지도 않고 얻지도 않기 때문이다”라고 말한다.
또한 《아비달마대비바사론》제54권에서는 신증에 대해 다음과 같이 설명하고 있다.
【문】무엇 때문에 신증(身證)이라 하는가?
【답】 그는 몸으로 8해탈(解脫)을 증득했지만 아직 지혜로써 모든 번뇌를 다하지는 못했기 때문에 신증이라고 한다.

### 아비달마구사론
《아비달마구사론》제24권에서는 신증에 대해 다음과 같이 설명하고 있다.
경에서는 불환을 설하여 신증(身證)이라고 이름하기도 하였다. 어떤 뛰어난 공덕에 의해 ‘신증’이라는 명
칭을 설정하게 된 것인가?
게송으로 말하겠다.
멸정(滅定)을 획득한 불환은

이름을 바꾸어 ‘신증’이라고 한다.

得滅定不還

轉名爲身證
논하여 말하겠다. 멸진정(滅盡定)의 득(得)이 생겨난 것을 일컬어 ‘멸정을 획득하였다’고 한 것으로, 만약 불환의 성자로서 소의신 중에 멸진정의 득이 생겨난 자이면, 그 명칭을 바꾸어 신증(身證)이라고 한다. 즉 불환의 성자가 소의신에 의거하여 열반과 유사한 법(즉 멸진정)을 증득하였기 때문에 ‘신증’이라고 이름한 것이다.
어째서 그를 설하여 다만 신증(身證)이라고 이름한 것인가?
마음이 존재하지 않기 때문이며, 소의신에 의지하여 생겨났기 때문이다.
그러나 이치상으로 본다면 실로 마땅히 다음과 같이 말해야 할 것이다. 즉 “그는 멸진정으로부터 일어나 일찍이 획득하지 않은 유식신(有識身)의 적정(寂靜)을 획득하고서 ‘이 같은 멸진정이야말로 최고의 적정으로 열반과 지극히 유사하다’고 생각한다. 이와 같이 소의신의 적정을 증득하였기 때문에 ‘신증’이라 이름하게 된 것으로, [멸진정의] 득(得)과 [출정 후 멸진정을 연으로 하여 일어난] 지(智)가 현전함으로 말미암아 소의신의 적정을 증득하였기 때문이다.”
또한, 《아비달마구사론》제25권에서는 신증에 대해 다음과 같이 설명하고 있다.
멸진정을 획득한 것에 근거하여 ‘신증’이라는 명칭을 설정하였으니, 소의신에 의해 멸진정을 증득하였기 때문이다.